# Millénaire d'Hanoï
 (décembre 2010).
Pour les articles homonymes, voir Millénaire (homonymie).

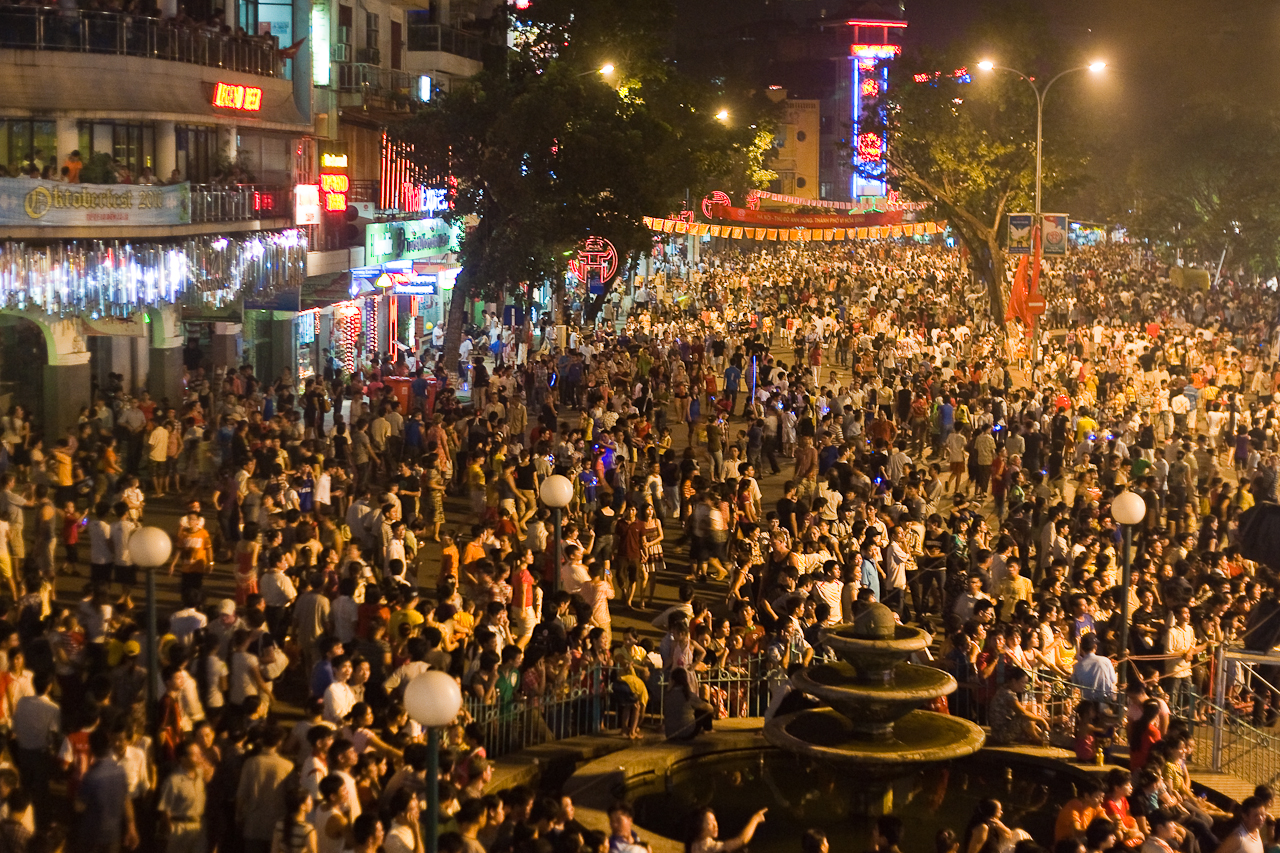
Foule rassemblée pour la fête près du Lac Hoan Kiem le 1er octobre 2010.

Le millénaire d’Hanoï (vietnamien : Đại lễ 1000 năm Thăng Long – Hà Nội) a été célébré du 1er au 10 octobre 2010 à Hanoï. Il s'agit de la commémoration de la fondation de la capitale par Lý Thái Tổ, premier empereur de la dynastie Lý.
Selon la légende, Lý Thái Tổ a décidé le transfert de sa capitale de Hoa Lu à Đại La durant le septième mois du calendrier lunaire 1010. Lorsque son convoi arriva sur place, un dragon d'or apparut à côté du bateau de l'empereur : Lý Thái Tổ changea donc le nom de la nouvelle capitale de Đại La en Thăng Long (升 龙, littéralement le dragon qui s'élève).

## Célébrations

### Accident
Dans le cadre de la préparation des célébrations, une explosion de feux d’artifice près du stade
national de My Dinh avait provoqué la mort de 4 personnes (dont trois
étrangers).